# Claude Marcus
Claude Nils Gustaf Marcus, född 19 augusti 1952 i Stockholm, är barnläkare vid Karolinska Universitetssjukhuset och professor, verksam vid Karolinska Institutet. 

## Karriär
År 1978 tog Marcus läkarexamen vid Karolinska Institutet, Solna. Han arbetade därefter kliniskt och blev barnläkare 1985. År 1988 disputerade han på fettcellsfunktion hos nyfödda barn och blev sedan docent i pediatrik 1994. Han var chef för endokrinologi, diabetes, metabol rubbning och fetma vid Karolinska Universitetssjukhuset i Huddinge 1991-2003. År 1996 grundade Claude Marcus Rikscentrum för överviktiga barn (numera Rikscentrum barnobesitas). Claude Marcus utnämndes 2000 till professor i pediatrik vid Karolinska Institutet. Hans främsta forskningsområden är reglering av fettcellens metabolism samt klinisk fetma- och diabetesforskning.

## Kostdebatten
Marcus uttalar sig ofta i media i frågor om barn och övervikt. Han har bland annat varit med om att föreslå en så kallad "söt skatteväxling", med höjd moms på ohälsosam mat såsom godis och läsk till förmån för sänkt moms på frukt och grönsaker.
Han är kritisk till så kallade lågkolhydratdieter, till exempel LCHF-metoden, och menar att högt intag av mättade fetter är skadligt och kan orsaka hjärt- och kärlsjukdomar.

## Uppväxt och intressen
Claude Marcus är son till konstnären Gert Marcus och poeten Anne-Marie Söderlund, dotterson till läkaren Gustaf Söderlund samt systerson till Sigrid Söderlund. Marcus gick som barn vid Adolf Fredriks musikklasser, men valde efter gymnasiet att läsa medicin. Marcus är tränare och ungdomsledare i basketföreningar i Stockholm. Sedan 2023 driver han litteraturpodcasten ”Milles & Marcus Muminpodd” tillsammans med Ulrika Milles.